# Le ceneri di Angela (film)
Le ceneri di Angela (Angela's Ashes) è un film del 1999 diretto da Alan Parker.
Il soggetto è tratto dal romanzo autobiografico omonimo di Frank McCourt, e rispecchia in maniera estremamente drammatica e realistica le condizioni di privazione e sofferenza di molte famiglie in quegli anni.

## Trama
Brooklyn, 1935. Angela, madre di quattro figli, è sconvolta dal dolore per la prematura morte dell'ultima nata, Margaret; il marito Malachy è un farabutto fannullone e ubriacone  che perde regolarmente i lavoretti che gli capitano; Frank, il primogenito, cerca di proteggere i fratellini. Costretta dalla miseria e dal rifiuto della società statunitense, la famiglia McCourt torna allora in Irlanda dalla nonna materna. A Limerick affittano un piccolo e mal ridotto appartamento, con i letti infestati dalle pulci. Malachy è malvisto dai parenti di Angela perché di Belfast, è sospettato di essere presbiteriano e non educa i figli secondo la religione cattolica, in una cittadina dove i pregiudizi legati alla religione sono fortissimi e i più poveri ne fanno le spese in modo preponderante.
In seguito a carenze di cibo e di carbone, i gemellini Oliver ed Eugene muoiono, e tuttavia Angela trova la forza per una nuova maternità e per ottenere un appartamento più grande. Intanto Frank va a scuola, fa la prima comunione, va al cinematografo a vedere James Cagney. Si ammala di tifo ma sopravvive. Il padre continua a spendere al pub i pochi soldi che arrivano, tra sussidio e lavori che perde, e allora Frank comincia a lavorare come carbonaio, se non che in breve la polvere di carbone gli causa una severa congiuntivite e lo costringe a lasciare il lavoro.
La situazione peggiora: Malachy parte per l'Inghilterra e fa perdere le tracce di sé, cessando di spedire alla famiglia i soldi che guadagna, la nonna muore, i McCourt vengono sfrattati e costretti ad essere alloggiati da un cugino di Angela, che chiede a lei favori sessuali per mantenere gratuitamente la famiglia sotto il proprio tetto. Frank, disgustato, va a vivere dallo zio Pat e trova un impiego come fattorino; intanto si innamora di Teresa, una ragazza malata di tisi con cui vive una bella storia d'amore, prima che la malattia se la porti via.
Più tardi il ragazzo conosce la signora Finucane, la strozzina del villaggio, che aiuta nella stesura di lettere di minaccia verso i debitori. Morta lei, Frank trova del denaro a casa sua, lo prende, si ubriaca al pub e capisce che sta per seguire le orme del padre. Allora compra i biglietti per la nave e parte alla volta di New York. Alla vista della Statua della Libertà, capisce che la sua vita può finalmente cominciare.

## Produzione
Il regista Alan Parker fa una breve apparizione interpretando il dottor Campbell.

## Critica
- Il titolo «Le ceneri di Angela» si riferisce alla conclusione dell'autobiografia d'infanzia e adolescenza irlandesi di Frank McCourt da cui il film è tratto: la madre del protagonista, Angela, muore; le ceneri debbono tornare alla sua terra; la sua scomparsa segna la fine del primo periodo della vita del figlio che se n'è andato dall'Irlanda per tornare negli Stati Uniti dov'è nato (l'esistenza americana è la materia del libro seguente, «Tis»). «Le ceneri di Angela» è pure il titolo d'una storia editoriale del tutto straordinaria. (Lietta Tornabuoni - La Stampa)
- «Un'infanzia infelice cattolica e irlandese è la peggiore di tutte». Bisogna prendere in parola Frank McCourt, che a sessant'anni passati scrisse il libro autobiografico Le ceneri di Angela destinato a trasformarsi in un caso editoriale senza precedenti: sei milioni di copie vendute, venticinque lingue, un premio Pulitzer e ora il film omonimo firmato dall'inglese Alan Parker. Nato a Brooklyn, cresciuto a Limerick (Irlanda cattolica) e poi tornato in America, dove diventò un insegnante di letteratura, lo scrittore raccontò con stile asciutto e per niente piagnone la miseria della propria infanzia: una miseria assoluta, dickensiana, insopportabile, e pur tuttavia vissuta da lui e dai suoi fratelli, quattro dei quali morirono di stenti, con stoico fatalismo. (Michele Anselmi - L'Unità)
- Alan Parker è un brillante regista a corrente alternata. Può fare cose molto belle come "The Commitments", belle come "Evita" o insensate come "Morti di salute". In ogni caso nessuno gli può negare un grande mestiere e una speciale bravura nel dirigere i ragazzi. Eppure, anche se il libro pullula di ragazzi e del loro modo di vedere e di parlare, doveva capire che Le ceneri di Angela era un romanzo da lasciar perdere, o, perlomeno, che arrivando sullo schermo avrebbe perso in maniera drammatica. (Irene Bignardi - La Repubblica)
- L'ultimo attesissimo film di Alan Parker, interpretato con intensità da Emily Watson e Robert Carlyle, è la traslazione sul grande schermo de Le ceneri di Angela, l'omonimo e straordinario romanzo autobiografico di Frank McCourt, premiato col Pulitzer. La storia verte sulle vicissitudini di una famiglia irlandese emigrata a New York negli anni Trenta del Novecento: è qui che Angela e Malachy si conoscono e si sposano. Lei è una donna paziente e devota, lui un alcolizzato che perde in continuazione tutti i lavori saltuari che riesce a trovare. (Paolo Boschi)

## Citazioni e riferimenti
- Frank va a vedere al cinema i film Gli angeli con la faccia sporca (1938) con James Cagney, il western L'amazzone mascherata (1931) e La mummia (1932) con Boris Karloff.[2]

## Riconoscimenti
- 2000 - Premio Oscar
  - Candidatura alla miglior colonna sonora a John Williams
- 2000 - Golden Globe
  - Candidatura alla migliore colonna sonora originale a John Williams
- 2000 - Premio BAFTA
  - Candidatura alla migliore attrice protagonista a Emily Watson
  - Candidatura alla migliore fotografia a Michael Seresin
  - Candidatura alla migliore scenografia a Geoffrey Kirkland
- 2001 - Empire Award
  - Candidatura al miglior film britannico
  - Candidatura alla migliore attore britannico a Robert Carlyle
- 2000 - Grammy Award
  - Miglior composizione strumentale a John Williams

- 2000 - Irish Film and Television Awards
  - Miglior film
  - Migliori costumi a Consolata Boyle
  - Candidatura al miglior attore a Robert Carlyle
  - Candidatura alla migliore attrice a Emily Watson
- 2000 - Festival internazionale del cinema di Karlovy Vary
  - Premio del pubblico a Alan Parker
- 1999 - Las Vegas Film Critics Society Awards
  - Miglior colonna sonora a John Williams
- 2000 - London Critics Circle Film Awards
  - Attrice britannica dell'anno Emily Watson
- 2001 - London Critics Circle Film Awards
  - Candidatura Esordiente britannico dell'anno a Michael Legge
- 2000 - Young Artist Awards
  - Candidatura alla migliore performance giovanile a Joe Breen, Ciaran Owens e Michael Legge
- 1999 - International Film Music Critics Award
  - Candidatura Colonna sonora dell'anno a John Williams